# Аргуб
Ел Ааргуб е град на брега на Атлантическият океан, в Западна Сахара. Населението на градът е 5345 души (2004).
Ел Ааргуб се намира южно от град Дахла.